# 有珠の沢町
有珠の沢町（うすのさわちょう）は、北海道苫小牧市にある町名。
現行行政地名は有珠の沢町一丁目から有珠の沢町七丁目。住居表示実施済み。

## 地理
苫小牧市の西部に位置し、東は字高丘、西は字糸井、南は松風町、豊川町と接している。

## 歴史
1973年（昭和48年）伊藤忠商事がシーアイタウンを造成。その後も開発が続き、住宅団地を形成した。
1989年（平成元年）、市住居表示調整審議会にて糸井鉄北第三地区などの町割り、町名について諮問した。
町名については様々な意見が出され、昔から親しまれてきた「有珠の沢」、新しい元号にちなんで「平成町」、市内唯一の坂がある地域であることから「美坂町」、そのほか菊水町、源流町、美流町、珠丘町、新堀町、みどりの町などが提案されたが説明会では結論が出ず、審議会にて住民の意向をふまえ、検討の結果「有珠の沢町」に決定。また、字高丘の一部を組み入れることとなった。1989年（平成元年）11月10日、審議会は鳥越忠行市長に答申書を提出。12月の市議会で議決され、1990年（平成2年）10月1日、住居表示が実施。字糸井、字高丘から独立した。

## 世帯数と人口
2025年（令和7年）6月末現在の世帯数と人口は以下の通りである。
| 町丁             | 世帯数 | 人口 |
| ---------------- | ------ | ---- |
| 有珠の沢町一丁目 | 123    | 217  |
| 有珠の沢町二丁目 | 278    | 536  |
| 有珠の沢町三丁目 | 224    | 457  |
| 有珠の沢町四丁目 | 525    | 966  |
| 有珠の沢町五丁目 | 373    | 648  |
| 有珠の沢町六丁目 | 447    | 750  |
| 有珠の沢町七丁目 | 406    | 771  |
| 計               | 2392   | 4346 |

## 小・中学校の学区
市立小・中学校に通う場合、学区は以下の通りとなる。
|      | 小学校               | 中学校               |
| ---- | -------------------- | -------------------- |
| 全域 | 苫小牧市立豊川小学校 | 苫小牧市立啓北中学校 |

## 交通

### 鉄道
- 最寄り駅は青葉町のJR北海道「青葉駅」

### バス
- 市内線を道南バスが運行している[11]。

## 施設

### 四丁目
- セイコーマート苫小牧有珠の沢店[12]
- 苫小牧シーアイ団地簡易郵便局[13]

### 六丁目
- 有珠の沢総合福祉会館[14]

### かつて存在した施設
- マックスバリュ有珠川店[15]（旧・ファミリーショップオージ有珠川店[16]）

## その他

### 日本郵便
- 郵便番号: 053-0842[3]（集配局：苫小牧郵便局[17]）。

### 警察
管轄する警察署、交番・派出所は以下の通りである。
| 丁目・字 | 警察署       | 交番・派出所 |
| -------- | ------------ | ------------ |
| 全域     | 苫小牧警察署 | 糸井交番     |